# Konståret 1980

## Händelser
- 28 oktober – Ett ombud för svenska popgruppen Abba ropar in Anders Zorns Reflexer för 860 000 SEK på Bukowskis höstauktion i Stockholm, dittills det högsta priset inom svensk konsthandel.[1]
- 5 november – Prins Eugen-medaljen tilldelas Endre Nemes, konstnär, Tore Ahlsén, arkitekt, Kaisa Melanton, textilkonstnär, Carl-Henning Pedersen, dansk konstnär, och Tapio Wirkkala, finländsk konsthantverkare.
- 14 november – På Ystads konstmuseum stjäls tavlor av Jan Brueghel den äldre och Jan Miel, till ett totalt värde av 175 000 kronor. Tavlorna byttes ut mot patinasprayade färgfotografier.[1]

### Okänt datum
- Galleri Andersson/Sandström grundas (under namnet Galleri Stefan Andersson)
- Walldagruppen bildas.
- Örebro konstskola grundades.

## Verk
- Basil Blackshaw – Grönt landskap

## Födda
- 16 maj – Jimmy Wallin, svensk serietecknare, illustratör, redaktör och föreläsare.
- 24 augusti – Irene Lopez, svensk animatör, filmskapare och illustratör.
- 1 december – Emma Hanquist, svensk illustratör och serietecknare.
- okänt datum – Shio Sugawara, japansk tecknare och illustratör.

## Avlidna
- 20 januari – William Roberts (född 1895), engelsk målare.
- 22 februari – Oskar Kokoschka (född 1886), österrikisk bildkonstnär och författare.
- 23 juni – Clyfford Still (född 1904), amerikansk konstnär.
- 24 november – Bertil Wahlberg (född 1923), svensk konstnär.
- 23 december – Astri Taube (född 1898), svensk konstnär och skulptör, Evert Taubes hustru.

### Fotnoter
1. 1 2   Horisont 1980. Bertmarks